# Кржижлук (герб)
Козека, Кржижлук или Скржижлук  (пол. Kozieka, Krzyzluk, Zkrzyzluk) — польский дворянский герб.
Роды, употреблявшие этот герб, происходят из Волыни.

## Описание
Лук с тетивою, обращенною вверх; на тетиве золотой крест.

## Герб используют
5 родовKosikowski, Koziek, Kozieka, Kozik, Kozika